# Eumajos
Eumajos, gr. Εὔμαιος – postać w mitologii greckiej, wierny świniopas Odyseusza.
Pochodził z rodu królewskiego, jego ojcem był Ktesjos, władca wyspy Siros w archipelagu Cyklad. W dzieciństwie porwany przez fenickich piratów, został sprzedany w niewolę królowi Itaki Laertesowi. Służył u niego, a potem u Odyseusza jako świniopas. Jako jeden z nielicznych sług pozostał wierny swojemu panu podczas jego wieloletniej nieobecności, po jego powrocie do ojczyzny przyjął go jako pierwszy w swojej chacie, następnie wprowadził go w żebraczym przebraniu do pałacu i pomógł pozabijać zalotników Penelopy.